# Sint-Blasiuskapel (Sint-Blasius-Boekel)

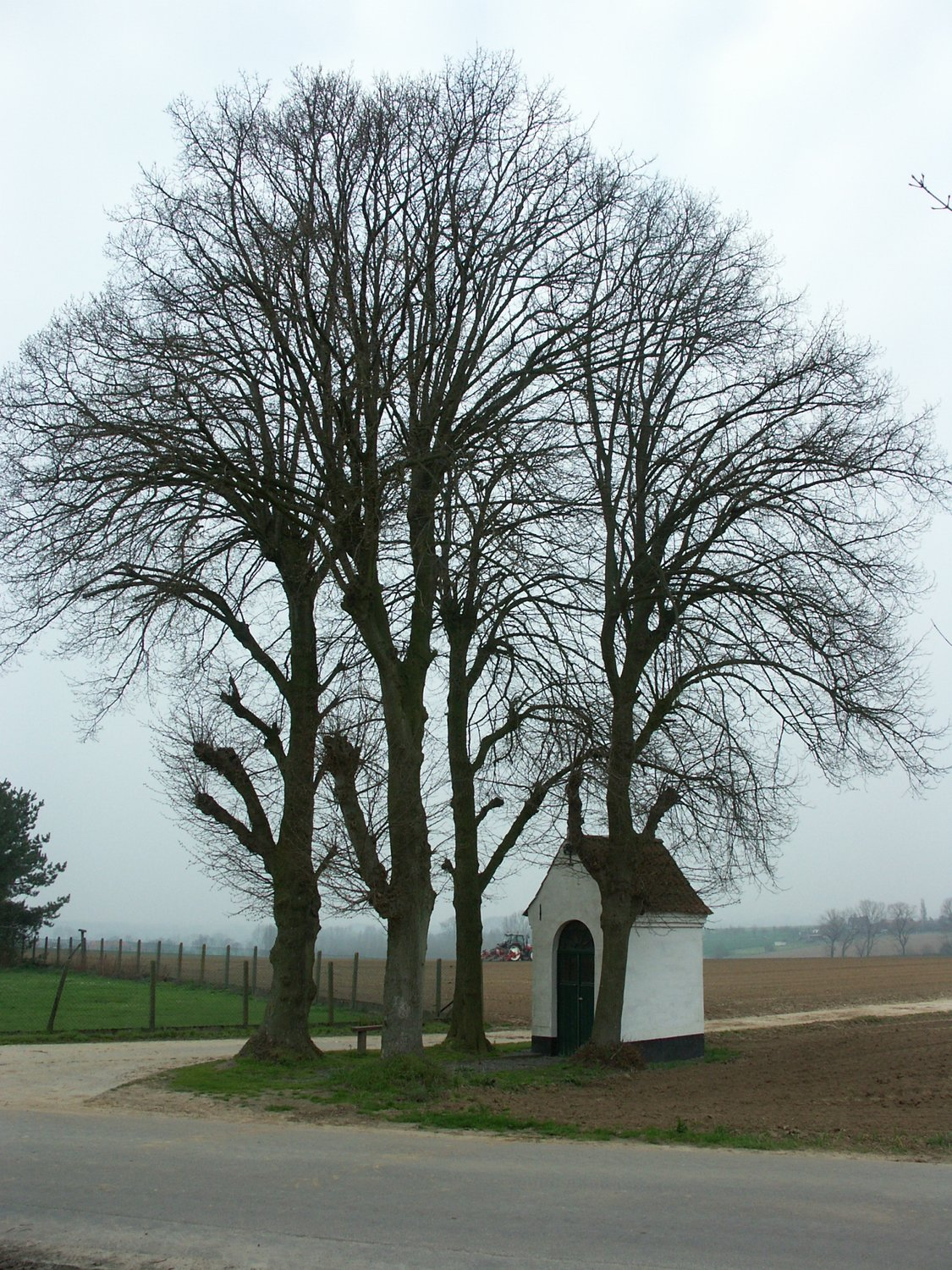
Sint-Blasiuskapel

De Sint-Blasiuskapel is een kapel in de tot de Oost-Vlaamse gemeente Zwalm behorende plaats Sint-Blasius-Boekel, gelegen aan Kouteren.
Het is een eenvoudig witgeschilderd bakstenen kapelletje onder zadeldak, dat in 1776 werd opgericht. Dit jaartal is op een muuranker nog te lezen. Vanouds stond er een Sint-Blasiusbeeld in de kapel. Dit is naar de parochiekerk overgebracht. Sindsdien staat er een Sint-Jozefbeeld.
De kapel werd vanouds omringd door een vijftal linden. Hiervan zijn er nog vier over.